# Penang
Penang è uno Stato della Malaysia occidentale con un'estensione complessiva di 1.048 km², di cui 750 km² sulla terraferma nell'estesa municipalità di Seberang Perai (nota come Province Wellesley nel periodo coloniale britannico), e 293 km² nell'isola di Penang. Fanno parte dello Stato anche alcune isole minori. La popolazione era di 1.470.000 abitanti nel 2006. Il capoluogo è George Town, 400.000 abitanti nel 2006, ed è il secondo porto per importanza dell'intera Malesia. La municipalità di Seberang Perai aveva nel 2010 una popolazione di 815.767 abitanti ed era la seconda più popolata città malese, e tra i più importanti centri urbani da cui è formata vi sono Butterworth e Perai.

## Etimologia
Il nome "Penang" viene dal nome malese Pulau Pinang, che significa "isola della noce di palma di areca" (areca catechu: palma di betel). In malese, il promontorio dove sorge la capitale di Penang George Town era chiamato ed etichettato in vecchie mappe come Tanjung Penaga (Capo Penaigre).

## Economia
Prevalente è l'agricoltura con coltivazioni di riso, copra e caucciù; esteso sfruttamento forestale. Sono presenti industrie cantieristiche, metallurgiche (lavorazione dello stagno), alimentari e del legno.

## Storia
Il capitano della Royal Navy Francis Light, dipendente della Compagnia britannica delle Indie orientali, fu incaricato nel 1765 dalla compagnia di allacciare relazioni commerciali nella penisola malese. Sbarcò presso il Sultanato di Kedah all'epoca minacciato dal Siam (di cui era – controvoglia – uno Stato vassallo), dalla Birmania e da rivolte interne; il capitano strinse rapporti amichevoli con il sultano di Kedah Muhammad Jiwa Zainal Adilin II di Kedah promettendogli la protezione britannica, in cambio il sultano nel 1771 offrì l'isola di Penang che faceva parte del sultanato. L'offerta fu inizialmente respinta dai superiori di Light, che non volevano interferire nelle dispute del sultanato e rifiutarono di garantire aiuti militari.
Light si trasferì così a Junk Ceylon, l'odierna Phuket, dove per diversi anni promosse lo sviluppo di scambi commerciali con India, Siam meridionale e il nord della penisola malese. In seguito la Compagnia delle Indie Orientali chiese a Light di accettare l'offerta del sultano per fare di Penang un porto dove riparare le navi britanniche e un avamposto commerciale sulla rotta tra l'India, l'arcipelago malese e la Cina. Come negli anni precedenti, i britannici non intendevano essere coinvolti nei conflitti della regione, quindi Light tornò a Kedah e fece vaghe promesse di aiuti al sultano che rimase deluso, ma dopo alcuni tentennamenti nel 1786 accettò di cedere Penang.

Mutamenti territoriali di Penang da quando divenne colonia britannica

Nel luglio di quell'anno, Light e i suoi uomini sbarcarono sull'isola dove vivevano meno di 1.000 pescatori malesi; l'11 agosto 1786 innalzarono la bandiera britannica, prendendo formalmente possesso di Penang che fu ribattezzata "The Prince of Wales Island” (isola del principe di Galles, l'erede al trono britannico). Light fece subito disboscare la piana ricoperta da una fitta giungla attorno al capo nord-orientale dell'isola, dove sorse l'insediamento a cui fu dato il nome George Town in onore di re George III. Provvide inoltre a fortificare subito l'insediamento facendo costruire Fort Cornwallis, che divenne il centro di aggregazione di un nuovo avamposto commerciale.
In breve il Siam impose nuovamente su Kedah la propria suzerainity con l'uso della forza e i britannici non fornirono gli aiuti sperati dal sultano, che nel 1790 tentò di attaccare e riprendersi Penang ma fu sconfitto dalle forze comandate dal capitano Light. L'anno dopo Kedah firmò un trattato di pace con i britannici, che si impegnarono a pagare al sultano 6.000 dollari spagnoli l'anno a titolo di indennizzo per i mancati commerci da Penang. Nel 1800 fu stipulato un nuovo trattato con il quale Kedah cedeva ai britannici la striscia di terraferma situata di fronte a Penang con l'aumento dell'indennizzo da 6.000 a 10.000 dollari annui. Il nuovo territorio, che garantì ai colonialisti il controllo del porto locale e degli approvvigionamenti destinati all'isola, fu chiamato Province Wellesley in onore dell'allora governatore generale dell'India Richard Wellesley.
Penang divenne inoltre sede di una colonia penale, gli scambi commerciali aumentarono rapidamente e la popolazione dell'intera isola raggiunse i 12.000 abitanti nel 1804. Con Singapore e la penisola di Malacca costituì gli Stabilimenti dello Stretto dal 1826, prima amministrati dal governatore del Bengala, poi colonia del Regno Unito dal 1867. George Town fu inizialmente la capitale degli Stabilimenti, ruolo che dopo qualche anno fu assegnato a Singapore. Nel corso degli anni, il territorio pertinente alla Province Wellesley fu gradualmente espanso e assunse le frontiere dell'odierna Seberang Perai con il trattato di Angkor del 1874. 
Alla fine del XIX secolo, i ricchi giacimenti di stagno delle regioni vicine e la crescente domanda di questo metallo generata dalla rivoluzione industriale accrebbero sensibilmente l'importanza di Penang come centro del commercio; molti furono gli immigrati europei, indiani e cinesi che si arricchirono con le piantagioni e le miniere delle aree circostanti e che presero residenza a Penang. Nel 1905 fu inaugurata la prima centrale idro-elettrica a Penang, che in quel periodo divenne anche un polo di intrattenimento con i suoi cabaret, cinema, casinò ecc. L'economia locale fu stroncata dal crollo della borsa di Wall Street del 1929 e dalla conseguente Grande depressione che si trascinò a Penang fino alla seconda guerra mondiale.
Durante il conflitto Penang fu occupata dai giapponesi, i britannici fuggirono lasciandola indifesa e gli abitanti dovettero patire torture ed esecuzioni dalle forze di occupazione. Dopo la guerra gli Stabilimenti dello Stretto furono disciolti, Penang entrò a far parte dell'Unione malese e divenne quindi membro dal 1948 della Federazione della Malaysia, insieme alla quale ha ottenuto l'indipendenza il 31 agosto 1957.

## Geografia antropica

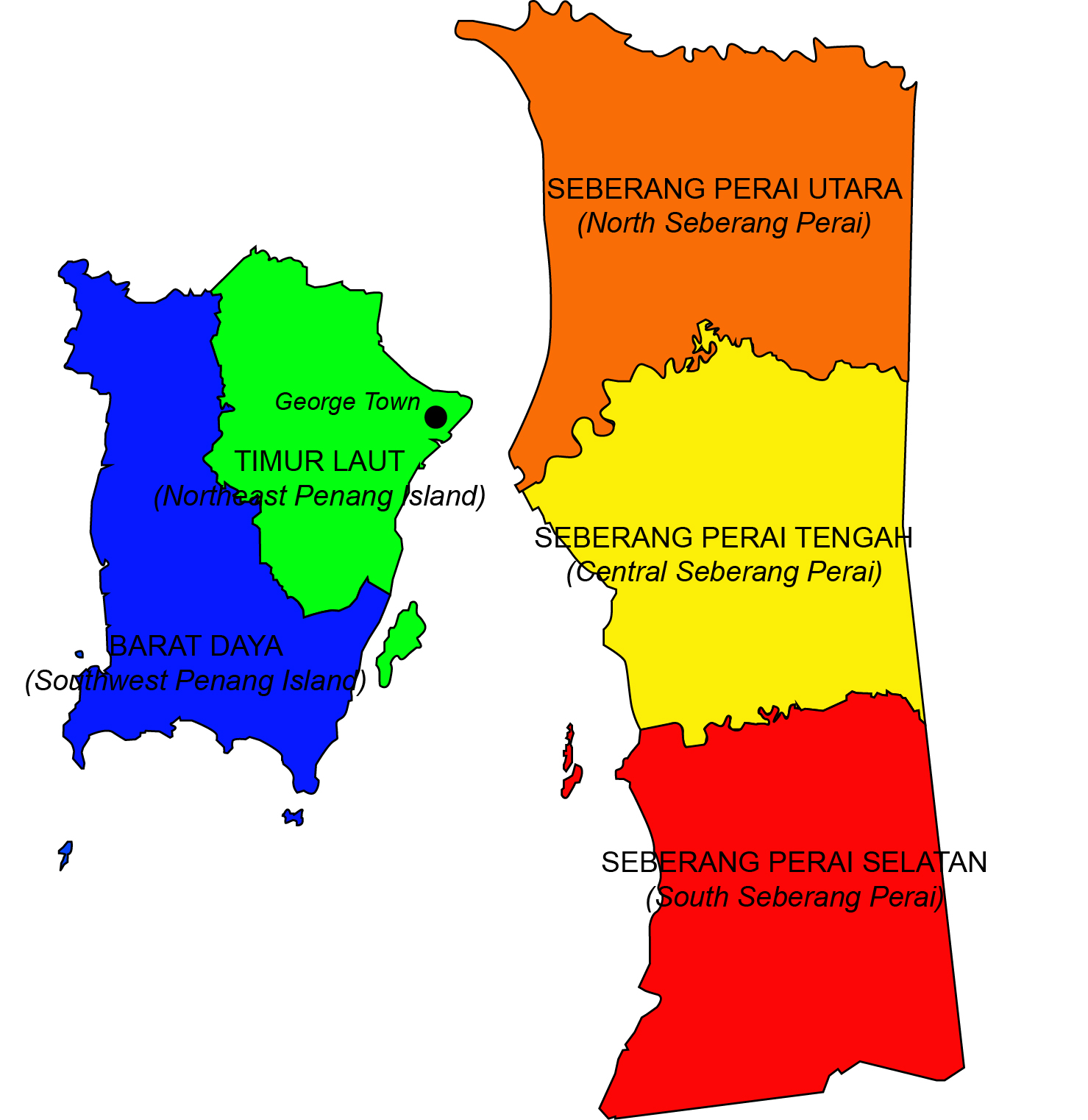
Mappa dei distretti di Penang

### Suddivisioni amministrative
Lo stato di Penang è suddiviso in cinque distretti, due nell'isola di Penang e tre sulla terraferma:
- North East Penang Island
- South West Penang Island
- North Seberang Perai
- Central Seberang Perai
- South Seberang Perai